# ボーイ・ミーツ・プサン
『ボーイ・ミーツ・プサン』は、釜山国際映画祭の協力を得て、韓国を舞台に2006年に作られたオリジナル日本映画である。
主役・クリハラを演じるのは柄本佑。

## ストーリー
観光プロモーション撮影のため、韓国の釜山に派遣された新米監督・栗原。右も左も分からない土地で戸惑い、不安になりながら街をさまよい歩く。ちょうど開催されていた釜山国際映画祭に紛れ込んでしまい、この地の不思議な魅力に取りつかれ、またヨーコという日本人女性と出会い、まるで即席の恋人同士のように一緒に観光する。そしてあっと言う間に過ぎた3日間。日本に帰る日が近づいたとき、ヨーコがただの観光旅行客でないことを知るのだった。

## キャスト
- 柄本佑：クリハラ
- 江口のりこ：ヨーコ
- 光石研：イガラシ／チャン
- 川村亜紀：マツオカ
- 前田綾花：ワカナ

## スタッフ
- 監督：武正晴
- 脚本：窪田信介
- 撮影：鍋島淳裕
- 編集：今井剛
- 録音：坂上賢治
- 整音：矢野正人
- 音楽：COIL
- プロデューサー：片山武志、狩野善則、齋藤勇司
- 配給：ブレス
- 宣伝協力：アルゴ・ピクチャーズ

## その他・備考
- 2007年9月22日渋谷シネ・ラ・セットにて、モーニングショー＆レイトショーで公開。
- 主なロケーションは韓国の釜山で行われた。